# جيم ميلروز
جيم ميلروز (بالإنجليزية: Jim Melrose)‏ هو لاعب كرة قدم بريطاني في مركز الهجوم، ولد في 7 أكتوبر 1958 في غلاسكو في المملكة المتحدة. شارك مع منتخب اسكتلندا تحت 21 سنة لكرة القدم. أما مع النوادي، فقد لعب مع تشارلتون أثلتيك وشروزبري تاون وكوفنتري سيتي وليدز يونايتد وليستر سيتي وماكليسفيلد تاون ومانشستر سيتي ونادي بارتيك ثيسل ونادي سلتيك ووولفرهامبتون واندررز.